# Görgey Kornél
Görgői és toporczi Görgey Kornél (Lőcse, 1819. december 7. – Budapest, 1897. december 26.) honvédalezredes, a Magyar Királyi Honvédség altábornagya, a főrendiház örökös tagja, Görgei Artúr unokaöccse.

## Életpályája

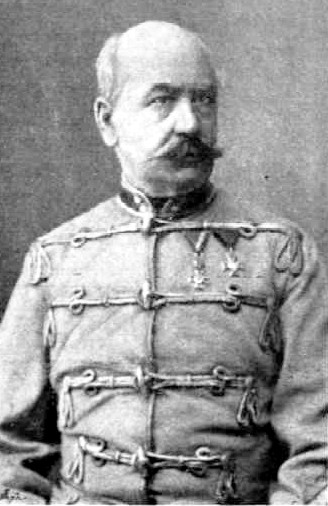
Görgey Kornél altábornagyi egyenruhában. Korabeli fénykép

1836-ban lépett be a 9. (Miklós) huszárezredbe mint hadapród. Az ezred a szabadságharc kezdetétől a magyar oldalon harcolt. A téli hadjárat kezdetén őrnagyként Görgei Artúr feldunai hadseregének egyik dandárparancsnoka volt. 1848. december 18-án ő vezette a magyar csapatokat a szabadságharc első nagyobb szabású lovassági összecsapásában. A Mosonból Győr felé hátráló magyar hadsereget a  Miklós és a 10. (Vilmos) huszárezred biztosította és  Görgey Kornél Jellasics üldöző lovasságát négy század Vilmos-huszár élén egy lendületes lovasrohammal visszavetette. A visszavonulás során a feldunai hadsereg utóvédeként elmulasztotta csapatai biztosítását és december 28-án a bábolnai ütközetben dandára súlyos veszteséget szenvedett az üldöző Ottinger Ferenc különítményétől. 1849 tavaszáig részt vett Görgei Artúr  hadtestének összes ütközetében és több összecsapásban jelentős érdemeket szerzett.
1849 májusában alezredessé és a honvédelmi minisztérium pótlovászati osztályfőnökévé nevezték ki. A világosi fegyverletételnél ott volt Görgei vezérkarában. Mivel a függetlenségi nyilatkozat után már a tényleges harcokban nem vett részt, elkerülte a halálos ítéletet és várfogságra ítélték. 1851-ben amnesztiával szabadult és a kiegyezésig toporci birtokán gazdálkodott. 1868-ban a szerveződő Magyar Királyi Honvédségbe alezredesként lépett be. Megkapta a harmadosztályú Lipót-rendet és a másodosztályú Vaskorona-rendet. 1891-ben altábornagyként ment nyugdíjba, mint a szegedi katonai kerület parancsnoka. Ekkor lett a főrendiház örökös tagja.